# Фьори, Жулиану
Жулиану Фьори (порт. Juliano Fiori, родился 27 июня 1985 года в Хаммерсмите, Лондон) — бразильский и английский регбист, выступающий на позиции пропа и фланкера. Участник летних Олимпийских игр 2016 года в составе сборной Бразилии.

## Биография
Жулиану родился в Хаммерсмите, вырос в Илинге. Его отец Жорже — уроженец штата Риу-Гранди-ду-Сул, уехал из Бразилии в Великобританию в 1970-е годы из-за политической нестабильности в стране. Мать — англо-бельгийского происхождения. Вместе с тем Жулиану воспитывался в бразильской культуре, занимаясь футболом и играя на бразильских барабанах; у Жулиану есть также сестра. Регби он занялся в возрасте шести лет: его вдохновил на это лорд Киннок, у которого были связи с регбийным клубом «Лондон Уэлш» и который проживал по соседству с семьёй Фьори.
Жулиану начинал регбийные тренировки в клубе «Лондон Уэлш» и выступал за команду школы. С 18 лет он выступал за клуб «Ричмонд» на позиции фланкера и восьмого, а также играл за команду университета Бристоля. С «Ричмондом» он преодолел четыре ступени в английском регби, однако из-за травм прекратил выступления в регби-15 и стал играть за звёздный клуб «Апачи» по регби-7. Также он выступал за регбийную команду Кембриджского университета, приняв 6 декабря 2007 года участие в ежегодном матче против команды Оксфордского университета (победа 22:16): Фьори вышел на 54-й минуте, забил две реализации в матче.
В 2013 году участвовал в чемпионате Англии по регби-7, выступая за «Лондон Айриш». В это же время на него обратили внимание представители бразильского регби, пытаясь заиграть его за национальные сборные. В июне 2014 года Андрес Романьоли, главный тренер сборной Бразилии по регби-7, вызвал его на сборы перед турниром в Риме, а Фьори попал в заявку на римский турнир после того, как один из игроков основного состава получил травму. В декабре 2014 года состоялся официальный дебют Фьори на этапе Мировой серии в Дубае. В 2016 году был включён в заявку сборной Бразилии на турнир Олимпиады в Рио-де-Жанейро. Сыграл на Олимпиаде 5 матчей, очков не набрал, а сборная заняла 12-е место.
В 2016 году в интервью Фьори говорил, что его девушка Альба проживает в Бразилии. Также он работал в благотворительной организации Save the Children на посту главы отдела по гуманитарным вопросам. В настоящее время является также послом Благотворительной организации UM Rio.